# Vụ kim khâu trong dâu tây Úc 2018
Vụ kim khâu trong dâu tây Úc năm 2018 đề cập đến một vụ bê bối an toàn thực phẩm đang diễn ra bắt đầu từ tháng 9 năm 2018 ảnh hưởng đến dâu tây được trồng ở Úc. Nhiều vụ bắt quả dâu tây, được trồng ở Queensland và Tây Úc được phát hiện là bị nhét kim tiêm. Cảnh sát Queensland báo cáo rằng vào tháng 11 năm 2018, đã có 186 báo cáo dâu tây có kim khâu trên toàn quốc.
Ngày 12 tháng 11 năm 2018, Cảnh sát Úc đã bắt giữ My Ut Trinh, hay còn gọi là Judy, một người phụ nữ gốc Việt 50 tuổi ở bang Queensland, với cáo buộc có trách nhiệm trong 7 vụ nhét kim khâu nhọn vào trong quả dâu tây, châm ngòi cho cuộc khủng hoảng quy mô toàn quốc. Nghi phạm Judy làm việc tại nông trại Berry Licious/Berry Obsession ở đông nam Queensland và bà dường như nhét kim khâu vào dâu tây vì bất mãn với chủ làm việc. Bà Judy được cho là đã nói với mọi người rằng bà "muốn chủ nông trại lụn bại và "khiến họ phải ra khỏi ngành".

## Diễn biến
Vào ngày 9 tháng 9 năm 2018, vài ngày trước khi có thông báo chính thức về kim trong dâu tây, một người dùng Facebook đã đăng một cảnh báo về dâu tây Berry Obsession mua từ Trung tâm Strathpine Woolworths ở Vịnh Moreton, phía bắc Brisbane. Người sử dụng báo cáo rằng bạn của anh đã nuốt một phần kim tiêm và phải vào cấp cứu tại bệnh viện. Một nạn nhân thứ hai đã gọi là Woolworths vào ngày 11 tháng Chín. Các hộp dâu tây bị ảnh hưởng đã không được thu hồi và các vụ nuốt phải kim đầu tiên được báo cáo công khai cho đến ngày 12 tháng 9. Trong những ngày tiếp theo, hàng chục vụ dâu tây có kim được trồng ở Queensland và Tây Úc được phát hiện ở New South Wales, Nam Úc, Victoria và Tasmania.
Một số trường hợp được cho là lừa đảo. Một người đàn ông Nam Úc bị bắt vào ngày 21 tháng 9 sau khi giả vờ nuốt phải kim, và sẽ phải ra tòa vào tháng 11.

## Thương hiệu bị ảnh hưởng
Kể từ ngày 16 tháng 9 năm 2018, các thương hiệu sau đây đã được các cơ quan chức năng xác định là có liên quan đến vụ dâu tây có kim:
Dâu tây trồng ở Queensland:
- Donnybrook Berries
- Love Berry
- Delightful Strawberries
- Oasis brands
- Berry Obsession
- Berry Licious

Dâu tây trồng ở Tây Úc:
- Mal's Black Label
- Australian Choice

Cảnh sát và cơ quan y tế tiểu bang đã đề nghị người tiêu dùng hoặc vứt bỏ thương hiệu bị ảnh hưởng trả hàng lại nơi mua. Họ cũng khuyên người tiêu dùng nên cắt các quá dâu tây nhãn hiệu khác trước khi ăn. Giám đốc y tế của Queensland, tiến sĩ Jeannette Young nói rằng "Nếu họ có dâu tây thì sẽ an toàn nhất để vứt bỏ chúng."
Cả hai Coles và Aldi đã loại bỏ tất cả dâu tây từ kệ của họ, nhưng dự định sẽ đóng cửa sau ngày 18 tháng 9. Woolworths đã loại bỏ các thương hiệu bị ảnh hưởng chỉ. Woolworths sau đó loại bỏ kim may để bán như một biện pháp tạm thời. Vào ngày 23 tháng 9, kim tiêm được tìm thấy trong dâu tây "Thương hiệu Australia Choice" được bán ở Auckland, New Zealand.

## Phản ứng

### Điều tra
Hiệp hội Người trồng dâu tây Queensland ban đầu cho biết họ có "lý do để nghi ngờ" một nhân viên đóng gói cũ "bất mãn" chịu trách nhiệm về sự ô nhiễm. Cảnh sát trưởng Cảnh sát Queensland, Terry Lawrence sau đó đã nghi ngờ về lý thuyết đó, nói rằng "Đây là một bình luận trước đó của Hiệp hội người trồng dâu tây, đó là điều chúng tôi không đăng ký". Adrian Schultz, phó chủ tịch Hiệp hội Người trồng dâu tây Queensland đã mô tả sự ô nhiễm như một hành động của "khủng bố thương mại". Tony Holl, một người trồng dâu tây từ Tây Úc nói với ABC rằng ông tin rằng một người nào đó có một "thù lao" chống lại ngành công nghiệp dâu tây, cho thấy nếu không ô nhiễm có thể là một "hành động khủng bố".
ABC báo cáo hôm thứ Năm rằng "Cảnh sát tin rằng họ đã có mối đe dọa và đảm bảo người tiêu dùng sẽ có thể mua dâu tây một cách an toàn một lần nữa từ thứ năm, khi các lô hàng được thay thế."
Vào ngày 19 tháng 9, Cảnh sát Queensland có hơn 100 sĩ quan, trong đó có 60 thám tử, làm việc trong cuộc điều tra về sự ô nhiễm. Tuy nhiên, vào ngày 15 tháng 10, Cảnh sát Queensland thu nhỏ lại một thám tử toàn thời gian trong bối cảnh thiếu cơ sở điều tra rõ ràng.

## Bắt giữ
Vào ngày 11 tháng 11, Mỹ Út Trinh, một người giám sát nông trại 50 tuổi, đã bị bắt tại Brisbane và bị buộc tội với bảy vụ ô nhiễm, liên quan đến một trong những trường hợp nhiễm bẩn ban đầu liên quan đến thương hiệu Berry Licious.

## Phản ứng của chính phủ
Vào ngày 15 tháng 9 năm 2018, Thủ hiến Queensland Annastacia Palaszczuk đã công bố một phần thưởng trị giá 100.000 đô la dẫn đến việc bắt giữ và kết tội bất cứ ai chịu trách nhiệm phá hoại. Vào ngày 18 tháng 9, Palaszczuk đã công bố gói hỗ trợ trị giá 1 triệu đô la cho ngành công nghiệp dâu tây, nói với Quốc hội rằng "Tuần vừa rồi, Queensland là nạn nhân của một tội ác xấu xí, có tính toán và đáng khinh."  vào ngày 18 tháng 9, Thủ tướng Tây Úc Mark McGowan đã công bố một phần thưởng trị giá 100.000 đô la dẫn đến việc truy tố.
Hai nhà bán lẻ thực phẩm lớn nhất ở New Zealand, Woolworths NZ và Foodstuffs đã thông báo họ sẽ loại bỏ dâu tây được trồng ở Úc từ kệ của họ.
Vào ngày 18 tháng 9 năm 2018, Thượng nghị sĩ Bridget McKenzie, Bộ trưởng Bộ Dịch vụ khu vực, đã đưa ra tuyên bố truyền thông, mô tả sự ô nhiễm là "phá hoại có chủ ý" và kêu gọi người tiêu dùng "chú ý và cắt trái cây trước khi tiêu thụ."

### Chỉ trích phản ứng
Kể từ ngày 17 tháng 9 năm 2018, việc thu hồi thức ăn ở mức tiêu dùng của bất kỳ thương hiệu bị ảnh hưởng nào vẫn chưa được ban hành. Thay vào đó, chỉ có một "thu hồi thương mại" đã được ban hành. Tiêu chuẩn thực phẩm Australia New Zealand mô tả thu hồi thương mại như một sự thu hồi "được tiến hành khi thực phẩm không được bán trực tiếp cho người tiêu dùng. Nó liên quan đến việc thu hồi sản phẩm từ các trung tâm phân phối và bán buôn". Giáo sư Melissa Fitzgerald, một chuyên gia về an toàn thực phẩm tại Đại học Queensland, nói với ABC rằng cô "ngạc nhiên" chưa từng có thu hồi mức tiêu dùng cho các sản phẩm đã được bán cho các khách hàng cá nhân. Việc thu hồi không được đề cập trên siêu thị hoặc các trang web về an toàn thực phẩm của chính phủ — điều mà Giáo sư Fitzgerald đã mong đợi. Giáo sư Fitzgerald nói: "Tôi hy vọng mọi người truy cập vào trang web để biết thông tin... Mọi người có thể khá ngạc nhiên khi không tìm thấy bất kỳ thông tin nào trên các trang web mà họ thường làm." Giáo sư Fitzgerald chỉ trích sự chậm trễ giữa vụ việc đầu tiên vào ngày 9 tháng 9 và cảnh báo công khai vào ngày 12 tháng 9.
Chuyên viên Phát triển Công nghiệp Dâu Tây Queensland Jennifer Rowling cáo buộc "một số người phát ngôn có thẩm quyền" về việc xử lý sai sự cố. Cô cũng chỉ trích một "phương tiện truyền thông đôi khi cuồng loạn" và cáo buộc họ chi phí các doanh nghiệp nông nghiệp hàng triệu đô la. Rowling khẳng định chỉ có ba thương hiệu đã bị ảnh hưởng và nói "Tất cả các trường hợp được báo cáo khác đều bị sao chép hoặc khiếu nại không rõ ràng." 

### Các biện pháp và phản hồi của người trồng
Vào ngày 15 tháng 9, trang trại Harvest Suncoast của Sunshine Coast đã công bố trên Facebook rằng họ đã ngừng trồng dâu tây trong thời gian còn lại của năm, dẫn đến mất việc làm cho 100 công nhân. Một số người trồng bắt đầu đặt hàng và lắp đặt máy dò kim loại để bảo vệ dâu tây khỏi bị ô nhiễm.
Một số trang trại đã phải vứt bỏ dâu tây để đối phó với khủng hoảng. Donnybrook Berries của Queensland, một trong những thương hiệu bị ảnh hưởng, đã đổ tải các quả tải của quả mọng, chia sẻ cảnh quay video đã lan truyền với hơn một triệu lượt xem trong một ngày. Một trang trại ở Queensland đốt 500.000 cây dâu được coi là không thể ăn được vì nó rẻ hơn thu hoạch.